# Ashes of Embers
Ashes of Embers é um filme de drama mudo norte-americano de 1916, dirigido por Joseph Kaufman e Edward José. Foi produzido pela Famous Players Film Company e distribuído por Paramount Pictures. Pauline Frederick é a estrela do filme. Ela interpreta duas personagens possivelmente irmãs gêmeas. 
É agora um filme perdido. 

## Elenco
- Pauline Frederick - Laura Ward / Agnes Ward
- Earle Foxe - Richard Leigh
- Frank Losee - William Benedict
- J. Herbert Frank - Daniel Marvin
- Maggie Halloway Fisher - Sra. Ward
- Jay Wilson - Detetive